# Rhabdomastix subarctica
Rhabdomastix subarctica är en tvåvingeart som beskrevs av Alexander 1933. Rhabdomastix subarctica ingår i släktet Rhabdomastix och familjen småharkrankar. Inga underarter finns listade i Catalogue of Life.